# Numeri nella cultura cinese
Nella cultura cinese, certi numeri possono assumere connotati di portatori di buon auspicio o di sciagure.

## Numeri fortunati
Sono considerati come numeri fortunati:
- lo 0 零 líng (se in numero insieme ad altre cifre), che indica totalità e una somma di denaro terminante con tale cifra è considerata fortunata;
- il 2 二 èr, che viene considerato come fortunato, sostenuto dal detto cinese "Le cose buone arrivano a coppie", per questo motivo quando si fa un regalo (tipicamente frutta o sigarette) meglio dare un numero pari di oggetti;
- il 3, 三 sān, poiché suona in cinese simile alla parola nascita 生 shēng;Immagine di un ascensore in una casa di Shanghai, dove sono stati omessi i piani 0, 4, 13 e 14

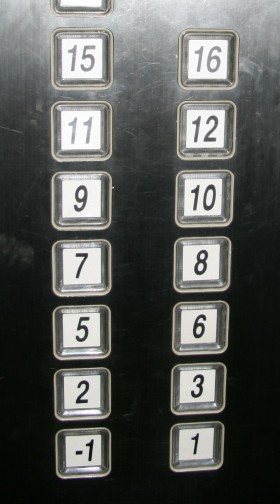
Immagine di un ascensore in una casa di Shanghai, dove sono stati omessi i piani 0, 4, 13 e 14

- il 5 五 wǔ, difatti associato agli elementi primordiali (acqua, fuoco, terra, legno e metallo), all'imperatore della Cina e la porta Tienanmen dalle 5 arcate della Città proibita;
- il 6 六 liù, ritenuto fortunato soprattutto negli affari poiché richiamante i concetti "flusso" 流 liù ;
- il 7 七 qī, che suona in cinese simile a "sorgere" 起 qǐ e "essenza vitale" 气 qì ed è importante nei buoni rapporti umani;
- l'8 八 bā, ritenuto il più fortunato in quanto simile al simbolo d'infinito e poiché echeggiante di "prosperità" e "ricchezza ". Più numeri 8 ci sono e meglio è: per questo l'88 viene considerato portatore di doppia gioia e il numero 88888888 è il più desiderato come numero di telefono o di targa.
- il 9 九 jiǔ, che auspica un lungo matrimonio ed è legato alla mitologia cinese dell'imperatore (es. i nove stermini familiari)

A proposito la cerimonia di apertura delle Olimpiadi di Pechino è datata l'8 agosto 2008 (08/08/08) alle 8:08 e 8 secondi (ora legale) ; le Torri Petronas (in Malaysia) hanno ciascuna 88 piani.

## Numeri sfortunati
Sono considerati come numeri sfortunati:
- lo 0 零 líng, se nel numero non vi sono altre cifre esso indica il nulla;
- il 4 四 sì, è considerato segnale di cattivo auspicio perché simile come suono alla parola morte 死 sǐ;
- il 5 五 wǔ, poiché indica una negazione, assomigliando molto a 无 wú (particella usata per dire -non). Il suo significato diventa variegato quando è in un numero accompagnato da cifre diverse: il 54 indica nessuna morte, mentre il 53 nessuna nascita.

Sempre per fronteggiare la cattiva sorte, in alcuni palazzi residenziali cinesi sono omessi i numeri dei piani 13 e quelli contenenti la cifra 4 (4, 14, 41, 49, ..) .